# Gabriele Ferluga
Gabriele Ferluga, né en 1973 à Gorizia, est un essayiste et un auteur de documentaires italien.

## Biographie
Gabriele Ferluga a orienté ses études vers l’histoire de l’homosexualité et a obtenu son diplôme en sciences de la communication à l’université de Turin en 2000.
Il est l'auteur d’une enquête sur l’homosexualité en Serbie, « Arkadija, l’omofobia in Serbia e Dejan Nebrigic », publiée dans l’essai de Roberta Padovano, Dove sorge l’arcobaleno. En 2003, il a publié son essai Il processo Braibanti (Zamorani, Turin, Italie), un livre sur le procès d’Aldo Braibanti, poète et écrivain italien condamné en 1968 pour son homosexualité. Sur cette même affaire, il a écrit dans le no 5 de la revue Inverses (2005) l’article « Le cas Braibanti : un procès contre l’homosexualité ».
Gabriele Ferluga a ensuite collaboré aux recherches historiques pour le scénario de Ma saison super 8 (long-métrage de Alessandro Avellis, Les Films du Contraire, 2005), une fiction librement inspirée de l’histoire du Front homosexuel d'action révolutionnaire (FHAR). Il a coécrit avec le réalisateur Alessandro Avellis le documentaire La Révolution du désir, 1970 : la libération homosexuelle  (Hystérie Prod., Les Films du Contraire, 2006), retraçant l’histoire du FHAR.
Il vit à Paris depuis 2001.

## Œuvres
- 2002 : Arkadija, l’omofobia in Serbia e Dejan Nebrigic, enquête dans Dove sorge l’arcobaleno (Roberta Padovano, Il dito e la luna, Milan, Italie, 2002)
- 2003 : Il processo Braibanti, essai (Zamorani, Turin, Italie)
- 2005 : Le cas Braibanti : un procès contre l’homosexualité, article (Inverses no 5, Société des Amis d’Axieros, Châtillon)
- 2006 : La révolution du désir – 1970 : la libération homosexuelle, écrit avec Alessandro Avellis).